# Mellicta charlotta
Mellicta charlotta är en fjärilsart som beskrevs av Hans Rebel 1912. Mellicta charlotta ingår i släktet Mellicta och familjen praktfjärilar. Inga underarter finns listade i Catalogue of Life.